# Wayen-Zam
Ne doit pas être confondu avec Wayen-Rapadama.
Wayen-Zam est une commune rurale située dans le département de Zam de la province du Ganzourgou dans la région Plateau-Central au Burkina Faso.

## Géographie
Wayen-Zam est situé à environ 20 km à l'ouest de Zam, le chef-lieu du département, et à 45 km à l'ouest de Zorgho, le chef-lieu de la province. La ville est traversée par la route nationale 4 qui relie  Ouagadougou à la frontière nigérienne.

## Histoire
il est devenu le premier exportateur des céréales et d'animaux dans la commune

## Économie
son marché est le plus  marchand de la commune 

## Santé et éducation
le domaine de santé n'est plus un problème car il y a eu un csps à 250 m du marché
Le centre de soins le plus proche de Wayen-Zam est le centre de santé et de promotion sociale (CSPS) de Rapadama-T tandis que le centre médical avec antenne chirurgicale (CMA) se trouve à Zorgho
Le village possède une école primaire publique.